# Léon Schäfer
Léon Schäfer (* 13. Juni 1997 in Großburgwedel, Niedersachsen) ist ein deutscher Leichtathlet in der Startklasse T42, der sich auf Sprints, Hoch- und Weitsprung spezialisiert hat.

## Berufsweg
Schäfer besuchte in Bremen die Schule am Waller Ring, wechselte dann zum Schulzentrum Walle, wo er 2016 Abitur machte.

## Sportliche Karriere
Schäfer wuchs in Lilienthal und in Bremen-Gröpelingen auf und spielte als Zwölfjähriger Fußball im DFB-Stützpunkt Bremen. 2010 wurde bei ihm Knochenkrebs diagnostiziert. Daraufhin wurde ihm im Universitätsklinikum Münster der rechte Unterschenkel samt Knie amputiert. Bei der Reha im Klinikum Bremen-Mitte hatte er als Patient einen Wunsch frei, und er wünschte sich, einen paralympischen Sportler zu treffen. Diese Treffen beeindruckten ihn so, dass er sich für die Leichtathletik entschied.
Seit 2012 belegt Schäfer bei den Junioren auch international in seinen Disziplinen Hochsprung, Weitsprung und Sprint über 100 und 200 Meter kontinuierlich Podiumsplätze und holt Titel. 2013 stellte er bei den Juniorenweltmeisterschaften in Puerto Rico mit 1,65 m einen Hochsprungweltrekord auf. 2015 erreichte Schäfer bei seiner ersten Teilnahme in der Erwachsenenklasse bei IPC-Weltmeisterschaften den 4. Platz beim Weitsprung. 2016 wurde er für die Paralympischen Spiele nachnominiert. Mit persönlichen Bestleistungen kam Schäfer beim Weitsprung mit 6,06 m auf den vierten und beim 100-Meter-Lauf in 13,16 s auf den 7. Platz.
Im Juli 2017 gewann Léon Schäfer mit der 4-mal-100-Meter-Staffel bei den Weltmeisterschaften der Behinderten in London die Goldmedaille, nachdem die US-amerikanische Mannschaft disqualifiziert worden war. Gemeinsam mit Tom Malutedi, Markus Rehm und Johannes Floors wurde er als Behindertensportler-Mannschaft des Jahres 2017 und er selbst als Nachwuchs-Behindertensportler ausgezeichnet.
Bei den Paralympischen Spielen 2020 in Tokio gewann er im Weitsprung die Silbermedaille mit 7,12 m.
Bei den Para-Weltmeisterschaften 2023 in Paris holte er die Goldmedaille im Weitsprung mit 7,25 m, womit er seine eigene Weltbestmarke um einen Zentimeter verbesserte.
Bei den Weltmeisterschaften der Behinderten 2024 in Kōbe gewann er Gold im Weitsprung und über 100 Meter.

## Vereinszugehörigkeiten
Léon Schäfer ist seit 2011 beim TSV Bayer 04 Leverkusen und wird seit 2012 von der Sporthilfe gefördert. Er tritt in der Startklasse T42 an, als Athlet mit Oberschenkelamputation.

## Ehrungen
- 2014: Felix-Award als „Newcomer des Jahres“ in NRW
- 2015: Bremens Behindertensportler des Jahres
- 2017: Mannschaft des Jahres (Behindertensport), gemeinsam mit Johannes Floors, Markus Rehm und Tom Malutedi
- 2019: Juniorsportler des Jahres (Behindertensport)
- 2019: Felix-Award als „Behindertensportler des Jahres“ in NRW[13]
- 2023: Parasportler des Jahres[14]
- 2024: Sportler des Monats im Mai

## Persönliche Bestleistungen
Stand: 28. August 2021 
- 60 m: 8,75 s
- 100 m: 12,22 s
- 200 m: 25,14 s
- Weitsprung: 7,24 m (Weltrekord in Klasse T63)
- Hochsprung: 1,70 m (deutscher Hallenrekord)

## Erfolge
national
- 2013: Internationaler Deutscher Meister (Hoch- und Weitsprung)
- 2013: Internationaler Deutscher Vizemeister (100 m und 4 × 100 m)
- 2013: 4. Platz Internationale Deutsche Meisterschaften (200 m)

international
- 2012: U23-Weltmeister (Hochsprung)
- 2012: U23-Vizeweltmeister (100 m)
- 2013: U23-Weltmeister (Hochsprung)
- 2013: U23-Vizeweltmeister (Weitsprung)
- 2013: U23-Weltmeisterschaften (100 und 200 m)
- 2014: U23-Weltmeister (Hochsprung)
- 2014: U23-Vizeweltmeister (Weitsprung)
- 2014: 3. Platz U23-Weltmeisterschaften (100 und 200 m)
- 2015: U23-Weltmeister (200 m)
- 2015: U23-Vizeweltmeister (100 m, Hoch- und Weitsprung)
- 2015: 4. Platz IPC-Weltmeisterschaften (Weitsprung)
- 2015: 8. Platz IPC-Weltmeisterschaften (200 m)
- 2015: 9. Platz IPC-Weltmeisterschaften (100 m)
- 2015: 12. Platz IPC-Weltmeisterschaften (Hochsprung)
- 2016: U23-Weltmeister (100 und 200 m)
- 2016: U23-Vizeweltmeister (Hoch- und Weitsprung)
- 2016: 4. Platz Paralympische Spiele (Weitsprung)
- 2016: 7. Platz Paralympische Spiele (100 m)
- 2016: 12. Platz Paralympische Spiele (Hochsprung)
- 2017: 1. Platz IPC-Weltmeisterschaften (4 × 100 m Staffel)
- 2017: 3. Platz IPC-Weltmeisterschaften (Weitsprung)
- 2017: 4. Platz IPC-Weltmeisterschaften (100 m)
- 2017: 5. Platz IPC-Weltmeisterschaften (200 m)
- 2019: 1. Platz IPC-Weltmeisterschaften (Weitsprung)
- 2019: 2. Platz IPC-Weltmeisterschaften (100 m)
- 2021: 2. Platz Paralympische Spiele (Weitsprung)
- 2021: 3. Platz Paralympische Spiele (100 m)
- 2023: 1. Platz IPC-Weltmeisterschaften (Weitsprung)
- 2024: 1. Platz IPC-Weltmeisterschaften (Weitsprung und 100 m)